# Relógio de Rubik

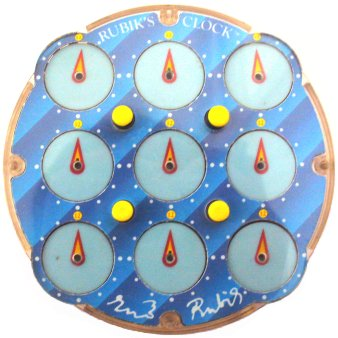
A frente de um relógio de Rubik original resolvido

O Relógio de Rubik é um  produto tipo o Cubo de Rubik inventado e patenteado por Christopher C. Wiggs e Christopher J. Taylor.  O escultor e professor de arquitetura húngaro Ernő Rubik comprou a patente deles para vender o relogio em seu nome. o primeiro foi vendido em 1988.
O Relógio de rubik é um quebra-cabeça de frente e verso, cada face apresentando 9 relógios ao decifrador. Há quatro mostradores, um em cada canto do quebra-cabeça, cada um permitindo que o relógio de canto correspondente seja girado diretamente. (Os relógios de canto, diferentemente dos outros relógios, giram para os dois lados do quebra-cabeça ao mesmo tempo e nunca podem ser mexidos independentemente. Portanto, o quebra-cabeça contém apenas quatorze relógios independentes).
Há também 4 pinos que se estendem para ambos os lados do quebra-cabeça; cada pino é organizado de forma que, se estiver "dentro" de um lado, esteja "fora" do outro. O estado de cada pino (dentro ou fora) determina se o relógio de canto adjacente está mecanicamente conectado aos outros três relógios adjacentes na parte da frente ou de trás : assim a configuração dos pinos determina quais conjuntos de relógios podem ser girados ao mesmo tempo, girando um mostrador adequado.
O objetivo do quebra-cabeça é acertar todos os nove relógios na posição doze horas (para cima) em ambos os lados do quebra-cabeça simultaneamente. Um método para fazer isso é começar construindo uma cruz em ambos os lados (às doze horas) e então resolver os relógios de canto individualmente.
O Relógio Mágico é listado como um dos 17 eventos da WCA, com recordes de tempo mais rápido para resolver um quebra-cabeça e tempo médio mais rápido para resolver 5 quebra-cabeças (descartando os tempos mais lentos e mais rápidos). Foram desenvolvidos métodos viáveis de resolução rápida que sempre resolvem o problema em 14 movimentos ou menos. Um exemplo é o "7-Simul", que envolve executar sete pares de movimentos na frente e atrás do relógio simultaneamente e requer cálculo mental a partir da posição inicial do quebra-cabeça para determinar alguns movimentos. O número de Deus para o Relógio é 12.

## Combinações
Como existem quatorze relógios independentes, com 12 configurações cada, há um total de {\displaystyle 12^{14}} =1.283.918.464.548.864 combinações possíveis para os mostradores do relógio. Isso não conta para o número de posições dos pinos.

## Notação
O quebra-cabeça é orientado com as 12 horas na parte superior e ambos os lados na frente. Os seguintes movimentos podem ser feitos:

### Movimentos dos pinos
- UR (canto superior direito): Mova o pino superior direito para cima.
- DR (canto inferior direito): Mova o pino inferior direito para cima.
- DL (canto inferior esquerdo): mova o pino inferior esquerdo para cima.
- UL (canto superior esquerdo): mova o pino superior esquerdo para cima.
- U (ambos superiores): mova os dois pinos superiores para cima.
- R (ambos à direita): mova os dois pinos da direita para cima.
- D (ambos na parte inferior): Mova os dois pinos inferiores para cima.
- L (ambos à esquerda): mova os dois pinos da esquerda para cima.
- ALL (todos): Mover todos os pinos para cima.

### Movimentos das rodas
- X+ (X gira no sentido horário ): Gire um mostrador próximo a um pino na posição para cima no sentido horário X vezes e, em seguida, mova todos os pinos para baixo.
- X− (X gira no sentido anti-horário): Gire um mostrador próximo a um pino na posição para cima no sentido anti-horário X vezes e, em seguida, mova todos os pinos para baixo.

### Rotação do quebra-cabeça
- y2: Vire o quebra-cabeça e mova todos os pinos para baixo.

## Recordes
O recorde mundial para resolução única é detido por Volodymyr Kapustianskyi, dos Estados Unidos, com um tempo de 1,64 segundos, estabelecido no Moorhead Madness 2025 em Moorhead, Minnesota.
O recorde mundial de média olímpica de cinco resoluções é detido por Lachlan Gibson da Nova Zelândia com uma média de 2,28 segundos, definida no Puzzling Papatoetoe 2025 em Auckland, Nova Zelândia com tempos de (2,20), 2,22, 2,26, 2,36 e (2,65) segundos. 

### Os 10 melhores solucionadores por resolução única
| Classificação | Nome                                       | Resultado | Concorrência                                            |
| ------------- | ------------------------------------------ | --------- | ------------------------------------------------------- |
| 1             | Volodymyr Kapustianskyi                    | 1,64s     | Loucura de Moorhead 2025                                |
| 2             | Lachlan Gibson                             | 1,82s     | Papatoetoe Enigmático 2025                              |
| 3             | Brendyn Dunagan                            | 1,90s     | Dia de Eventos Paralelos de Agoura 2025                 |
| 4             | Kyle Jones                                 | 1,99s     | Não Inverloch Up 2025                                   |
| 5             | Predefinição:Country data NDL Mick Boekema | 2,00s     | Predefinição:Country data NDL Quaresma na Quaresma 2025 |
| 6             | Antoni Stojek                              | 2,14s     | Cube4fun Cubers Eve Żyrardów 2024                       |
| 7             | Eryk Kasperek                              | 2,21s     | Aberto de Rzeszów 2025                                  |
| 8             | Niklas Aasen Eliasson                      | 2,25s     | Vännäs & Amigos 2024                                    |
| 9             | Drake Denton Richard                       | 2,26s     | Charlotte Inverno 2025                                  |
| 10            | Jaidon Poraminthara Lin                    | 2,27s     | Cubing UCSB 2024                                        |

### Os 10 melhores solucionadores pormédia olímpicade 5 resoluções
| Rank | Name                    | Average | Competition                       | Times                            |
| ---- | ----------------------- | ------- | --------------------------------- | -------------------------------- |
| 1    | Lachlan Gibson          | 2.28s   | Puzzling Papatoetoe 2025          | (2.20), 2.22, 2.26, 2.36, (2.65) |
| 2    | Volodymyr Kapustianskyi | 2.31s   | Moorhead Madness 2025             | 2.35, 2.40, 2.18, (3.71), (1.64) |
| 3    | Eryk Kasperek           | 2.52s   | Cube4fun Lublin on WEII 2024      | 2.44, (3.36), 2.59, (2.40), 2.52 |
| 4    | Brendyn Dunagan         | 2.69s   | UCSB Cubing 2024                  | 2.92, (2.04), 2.62, (2.95), 2.52 |
| 5    | Carter Thomas           | 2.82s   | Pyraminx in Pewaukee 2024         | (4.77), (2.45), 3.52, 2.47, 2.46 |
| 6    | Niklas Aasen Eliasson   | 2.83s   | Kristiansand Open 2025            | 3.13, (2.59), 2.59, (3.36), 2.78 |
| 7    | Fiona Bao               | 2.93s   | American Dream NJ 2025            | 2.97, 2.85, (2.68), (5.26), 2.96 |
| 8    | Kyle Jones              | 2.98s   | QLD State Championship 2025       | 3.14, 2.86, (DNF), (2.64), 2.93  |
| 9    | Filip Brokos            | 2.99s   | Cube4fun Biała Rawska Spring 2025 | (2.54), 2.83, (3.63), 3.02, 3.11 |
| 10   | Caleb Wolf Dunn         | 3.00s   | Rubik's UK Championship 2024      | (2.70), 2.88, (4.18), 3.04, 3.07 |

### Resolução não humana
Em 21 de novembro de 2024, um robô desenvolvido por Erez Borenshtein alcançou um Recorde Mundial do Guinness ao resolver um Relógio Mágico em 0,443 segundos. Essa conquista foi oficialmente reconhecida pelo Guinness World Record como o tempo mais rápido para um robô resolver um Relógio Mágico. O recorde está documentado no site do Guinness World Records.